# Baat bij muziek
Baat bij muziek is de eerste single van het album Allennig II van de Nederlandse zanger Daniël Lohues. Op de B-kant staat Hier kom ik weg dat in 2009 op plek 403 binnenkwam in de Top 2000 en sindsdien een vaste waarde.

## Hitnotering

### NederlandseSingle Top 100
Met Baat bij muziek.
| Hitnotering: 13-12-2008 t/m 07-03-2009 | Hitnotering: 13-12-2008 t/m 07-03-2009 | Hitnotering: 13-12-2008 t/m 07-03-2009 | Hitnotering: 13-12-2008 t/m 07-03-2009 | Hitnotering: 13-12-2008 t/m 07-03-2009 | Hitnotering: 13-12-2008 t/m 07-03-2009 | Hitnotering: 13-12-2008 t/m 07-03-2009 | Hitnotering: 13-12-2008 t/m 07-03-2009 | Hitnotering: 13-12-2008 t/m 07-03-2009 |
| Week                                   | 01                                     | 02                                     | 03                                     | 04                                     | 05                                     |                                        | 06                                     |                                        |
| -------------------------------------- | -------------------------------------- | -------------------------------------- | -------------------------------------- | -------------------------------------- | -------------------------------------- | -------------------------------------- | -------------------------------------- | -------------------------------------- |
| Nummer                                 | 22                                     | 8                                      | 44                                     | 30                                     | 81                                     | uit                                    | 95                                     | uit                                    |

### NPO Radio 2 Top 2000
| Nummer met noteringen in de NPO Radio 2 Top 2000 | '09 | '10 | '11 | '12 | '13 | '14 | '15 | '16 | '17 | '18 | '19 | '20 | '21 | '22 | '23 | '24 |
| ------------------------------------------------ | --- | --- | --- | --- | --- | --- | --- | --- | --- | --- | --- | --- | --- | --- | --- | --- |
| Hier kom ik weg                                  | 403 | 338 | 473 | 570 | 497 | 336 | 424 | 483 | 571 | 673 | 561 | 701 | 717 | 674 | 669 | 594 |

1. ↑  Een vetgedrukt getal geeft de hoogste notering aan.
2. ↑  2009 was het eerste jaar met een notering voor dit nummer.